# الزرادشتية في باكستان

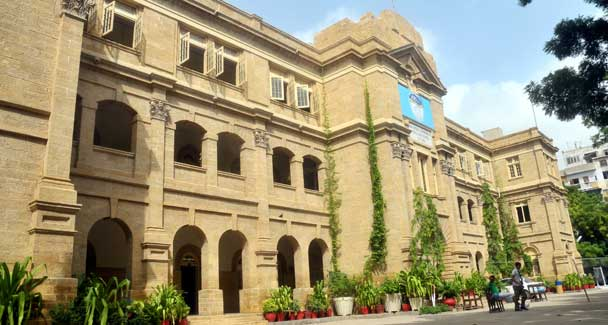
مدرسة زرادشتيَّة في مدينة كراتشي.

الزرادشتية في باكستان هي أقلية دينيَّة، وفقًا لبيانات نشرت عام 2012 كان هناك ما لا يقل عن 4,020 مواطن باكستاني يمارس الديانة الزرادشتية، ومعظمهم من طائفة البارسيّ. في حين وفقاً لدراسة نشرتها مجلة فصلية عن اتحاد الجمعيات الزرادشتية لأمريكا الشمالية عام 2012، قدرت أعداد الزرادشتيين في باكستان بحوالي 1,675 شخص.
يعود جذور الزرادشتية في شبه قارة الهند إلى الهجرة الأولى من بلاد فارس بعد الفتح الإسلامي لفارس بسبب حملات الإضطهاد التي تعرضوا لها من الفاتحين. وفي الوقت نفسه عانت الديانة الزرادشتية من التراجع في بلاد فارس بعد الفتوحات. حدثت الهجرات اللاحقة أيضًا بعد محاولات الصفويين لتحويل رعاياهم إلى المذهب الشيعي، حيث تعرض الزرادشتين إلى القتل والسجن والتحويل القسري إلى الإسلام. ومنذ القرن الخامس عشر وما بعده، جاء الزرادشتيين البارسيين لإستقرار على ساحل السند وأنشأوا مجتمعات مزدهرة ومؤسسات تجارية. في وقت استقلال باكستان في عام 1947، كانت كل من مدينة كراتشي ولاهور موطناً لمجتمع مزدهر من التجار البارسيين. وضمت كراتشي على أبرز المجتمعات البارسية في باكستان. بعد الاستقلال، هاجر الكثيرون إلى الخارج ولكن بقي عدد منهم. دخل البارسي في الحياة العامة الباكستانية كعاملين اجتماعيين ورجال أعمال وصحفيين ودبلوماسيين.